# Matane (circonscription provinciale)
Circonscription électorale provinciale du Canada
Matane est une ancienne circonscription électorale québécoise. À la suite de la réforme de la carte électorale de 2011, la circonscription de Matane a fusionné avec celle de Matapédia pour former la circonscription de Matane-Matapédia.

## Historique
La circonscription de Matane est détachée de celle de Rimouski lors du remaniement majeur de la carte électorale de 1890.

## Territoire
Lors de sa disparition en 2012, la circonscription couvrait les municipalités suivantes :
| - Baie-des-Sables - Cap-Chat - Coulée-des-Adolphe - Grosses-Roches - La Martre - Les Méchins - Marsoui - Matane | - Mont-Albert - Mont-Saint-Pierre - Rivière-à-Claude - Rivière-Bonjour - Saint-Adelme - Sainte-Anne-des-Monts - Sainte-Félicité - Sainte-Madeleine-de-la-Rivière-Madeleine | - Sainte-Paule - Saint-Jean-de-Cherbourg - Saint-Léandre - Saint-Maxime-du-Mont-Louis - Saint-René-de-Matane - Saint-Ulric |

## Liste des députés
| Législature                    | Années    | Député                 | Député                  | Parti           |
| ------------------------------ | --------- | ---------------------- | ----------------------- | --------------- |
| Matane Créée depuis Rimouski   |           |                        |                         |                 |
| 7e                             | 1890–1892 |                        | Louis-Félix Pinault     | Libéral         |
| 8e                             | 1892–1892 |                        | Edmund James Flynn      | Conservateur    |
| 8e                             | 1892–1897 |                        | Louis-Félix Pinault     | Libéral         |
| 9e                             | 1897–1898 |                        | Louis-Félix Pinault     | Libéral         |
| 9e                             | 1899–1900 | Donat Caron            |                         | Libéral         |
| 10e                            | 1900–1904 | Donat Caron            |                         | Libéral         |
| 11e                            | 1904–1908 | Donat Caron            |                         | Libéral         |
| 12e                            | 1908–1912 | Donat Caron            |                         | Libéral         |
| 13e                            | 1912–1916 | Donat Caron            |                         | Libéral         |
| 14e                            | 1916–1918 | Donat Caron            |                         | Libéral         |
| 14e                            | 1918–1919 | Octave Fortin          |                         | Libéral         |
| 15e                            | 1919–1923 | Joseph Dufour          |                         | Libéral         |
| 16e                            | 1923–1927 | Joseph-Arthur Bergeron |                         | Libéral         |
| 17e                            | 1927–1931 | Joseph-Arthur Bergeron |                         | Libéral         |
| 18e                            | 1931–1935 | Joseph-Arthur Bergeron |                         | Libéral         |
| 19e                            | 1935–1936 | Joseph-Arthur Bergeron |                         | Libéral         |
| 20e                            | 1936–1939 |                        | Onésime Gagnon          | Union nationale |
| 21e                            | 1939–1944 |                        | Onésime Gagnon          | Union nationale |
| 22e                            | 1944–1948 |                        | Onésime Gagnon          | Union nationale |
| 23e                            | 1948–1952 |                        | Onésime Gagnon          | Union nationale |
| 24e                            | 1952–1956 |                        | Onésime Gagnon          | Union nationale |
| 25e                            | 1956–1958 |                        | Onésime Gagnon          | Union nationale |
| 25e                            | 1958–1960 | Benoît Gaboury         |                         | Union nationale |
| 26e                            | 1960–1962 |                        | Philippe Castonguay     | Libéral         |
| 27e                            | 1962–1963 |                        | Philippe Castonguay     | Libéral         |
| 27e                            | 1964–1966 | Jacques Bernier        |                         | Libéral         |
| 28e                            | 1966–1970 | Jean Bienvenue         |                         | Libéral         |
| 29e                            | 1970–1973 | Jean Bienvenue         |                         | Libéral         |
| 30e                            | 1973–1976 | Marc-Yvan Côté         |                         | Libéral         |
| 31e                            | 1976–1981 |                        | Yves Bérubé             | Parti québécois |
| 32e                            | 1981–1985 |                        | Yves Bérubé             | Parti québécois |
| 33e                            | 1985–1989 |                        | Claire-Hélène Hovington | Libéral         |
| 34e                            | 1989–1994 |                        | Claire-Hélène Hovington | Libéral         |
| 35e                            | 1994–1998 |                        | Matthias Rioux          | Parti québécois |
| 36e                            | 1998–2003 |                        | Matthias Rioux          | Parti québécois |
| 37e                            | 2003–2007 |                        | Nancy Charest           | Libéral         |
| 38e                            | 2007–2008 |                        | Pascal Bérubé           | Parti québécois |
| 39e                            | 2008–2012 |                        | Pascal Bérubé           | Parti québécois |
| Dissoute dans Matane-Matapédia |           |                        |                         |                 |

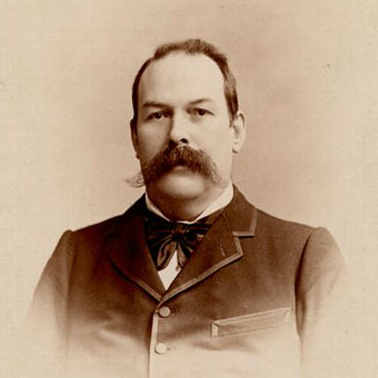
Louis-Félix Pinault est député de Matane de 1890 à 1892 et de nouveau en 1892 jusqu'en 1898 pour le Parti libéral.
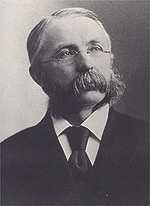
Edmund James Flynn est brièvement député de Matane en 1892 pour le Parti conservateur.
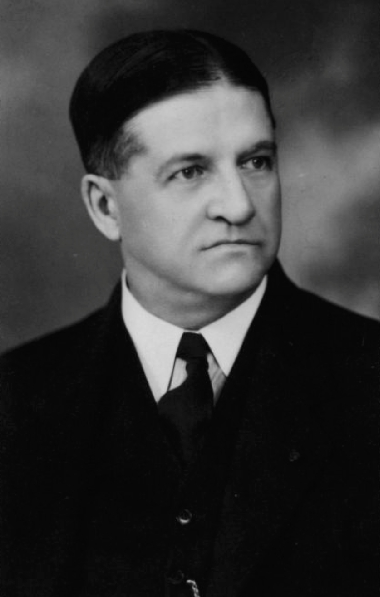
Joseph Dufour est député de Matane de 1919 à 1923 pour le Parti libéral.
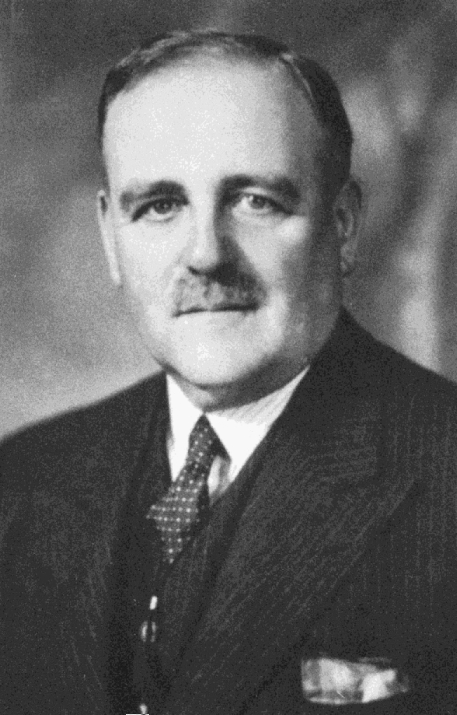
Onésime Gagnon est député de Matane de 1936 à 1958 pour l'Union nationale.
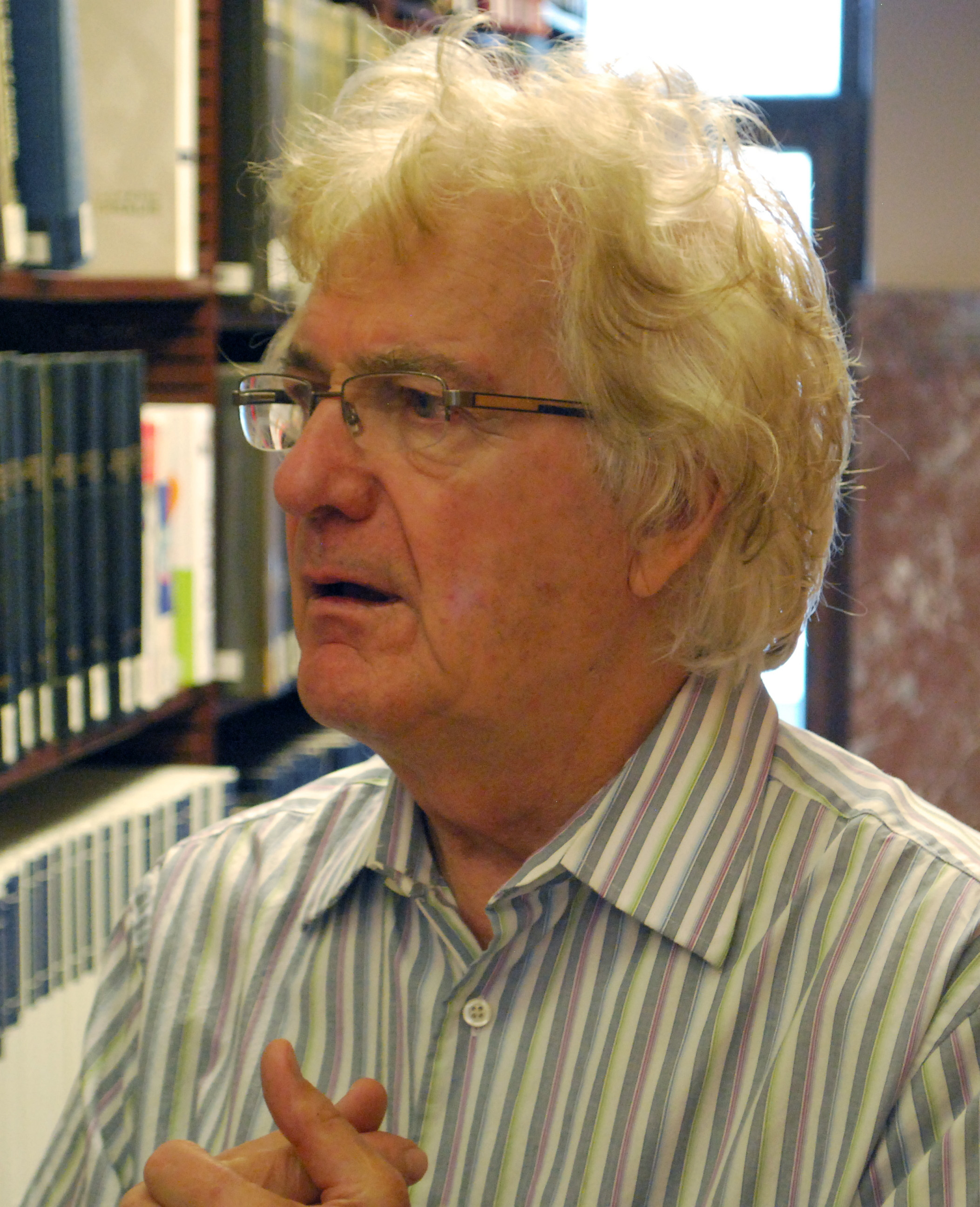
Matthias Rioux est député de Matane de 1994 à 2003 pour le Parti québécois.
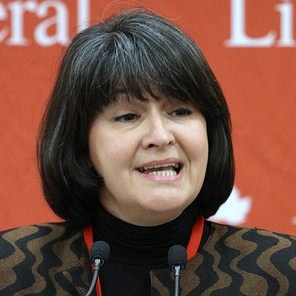
Nancy Charest est députée de Matane de 2003 à 2007 pour le Parti libéral.

## Résultats électoraux

### Évolution pour les principaux partis
| |
| - Parti libéral - Union nationale (ancien) - Parti québécois - Crédit social (ancien) - Action démocratique (ancien) - Québec solidaire |

### Résultats détaillés
|                                                                                               | Nom                     | Parti               | Nombre de voix | %      | Maj.  |
| --------------------------------------------------------------------------------------------- | ----------------------- | ------------------- | -------------- | ------ | ----- |
|                                                                                               | Pascal Bérubé (sortant) | Parti québécois     | 9 589          | 58 %   | 4 086 |
|                                                                                               | Eric Plourde            | Libéral             | 5 503          | 33,3 % | -     |
|                                                                                               | Denis Paquette          | Action démocratique | 1 117          | 6,8 %  | -     |
|                                                                                               | Gilles Arteau           | Québec solidaire    | 320            | 1,9 %  | -     |
| Total                                                                                         | Total                   | Total               | 16 529         | 100 %  |       |
| Le taux de participation lors de l'élection était de 59,6 % et 145 bulletins ont été rejetés. |                         |                     |                |        |       |

|                                                                                               | Nom                      | Parti               | Nombre de voix | %      | Maj. |
| --------------------------------------------------------------------------------------------- | ------------------------ | ------------------- | -------------- | ------ | ---- |
|                                                                                               | Pascal Bérubé            | Parti québécois     | 7 830          | 39,1 % | 213  |
|                                                                                               | Nancy Charest (sortante) | Libéral             | 7 617          | 38 %   | -    |
|                                                                                               | Donald Grenier           | Action démocratique | 3 980          | 19,9 % | -    |
|                                                                                               | Brigitte Michaud         | Québec solidaire    | 358            | 1,8 %  | -    |
|                                                                                               | François Vincent         | Vert                | 240            | 1,2 %  | -    |
| Total                                                                                         | Total                    | Total               | 20 025         | 100 %  |      |
| Le taux de participation lors de l'élection était de 72,3 % et 152 bulletins ont été rejetés. |                          |                     |                |        |      |

### Référendums
|  | Référendum                     | % du OUI | % du NON | Taux de participation |
|  | Référendum de 1980             | 47,59 %  | 52,41 %  | 79,93 %               |
|  | Accord de Charlottetown (1992) | 34,19 %  | 65,81 %  | 75,29 %               |
|  | Référendum de 1995             | 62,46 %  | 37,54 %  | 89,44 %               |